# Victor Kinelovskiy
Victor Sergueïevitch Kinelovskiy (Russe : Виктор Сергеевич Кинеловский ; 1899-1979) est un photographe photojournaliste soviétique.

## Biographie
Après avoir débuté comme typographe dans l'imprimerie, Kinelovskiy entre en 1931 au magazine « L'URSS en construction ». Pendant la Grande Guerre patriotique, il devient correspondant du journal illustration Frontline. Dans la période d'après-guerre, il a travaillé pour l'agence TASS.
Les archives de Kinelovskiy sont détenues par RIA Novosti.

## Galerie

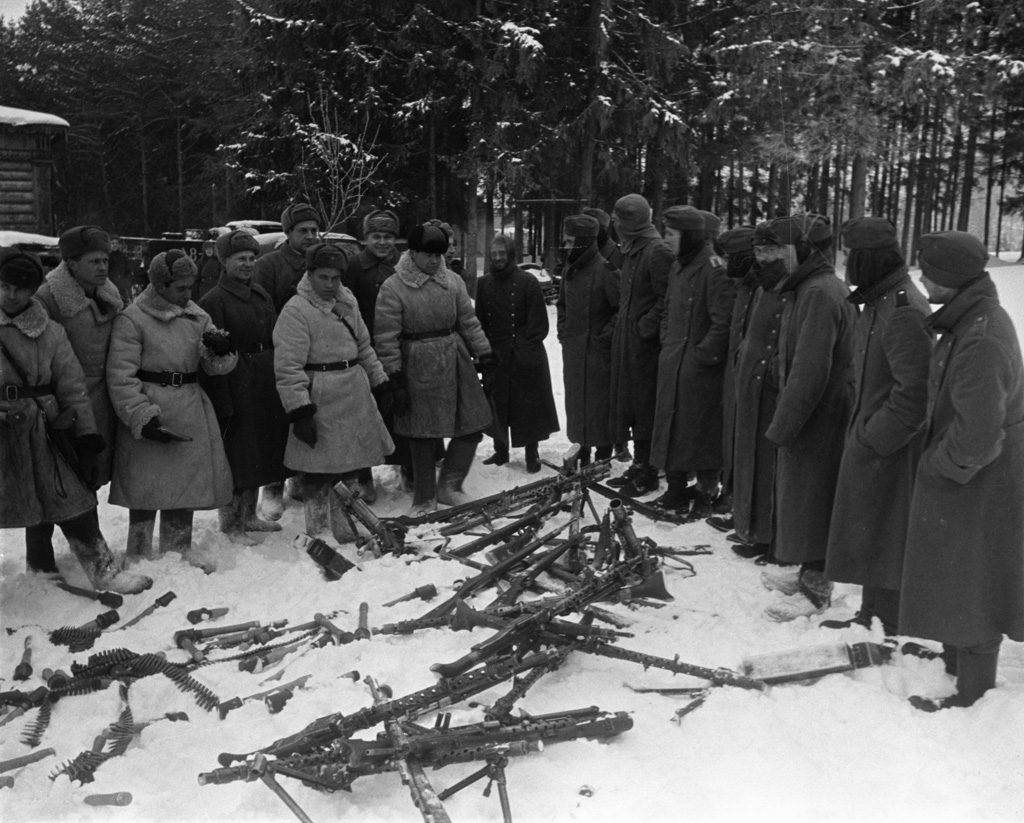
Vestiges d'une unité nazie vaincue (décembre 1941).
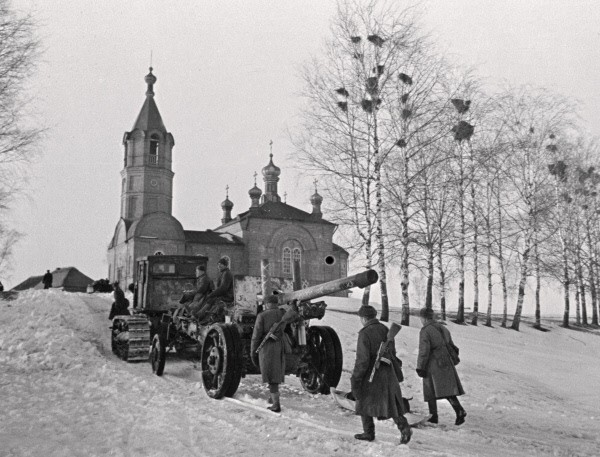
Régiment d'artillerie sur le front occidental, au nord-ouest de Viazma dans la région de Smolensk (mars 1943).
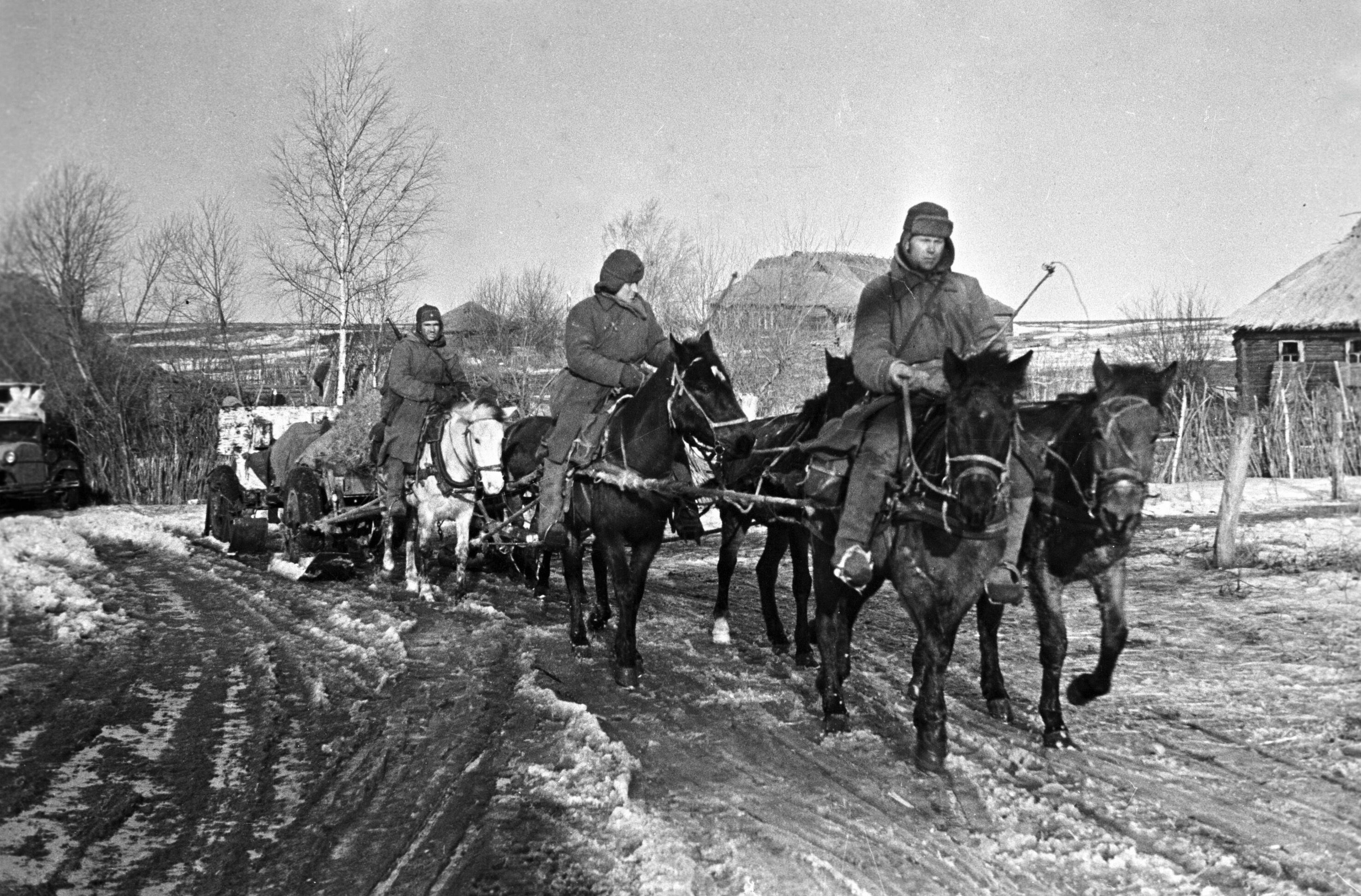
Une convoi d'artillerie allant vers la ligne de front au nord-ouest de Vyazma (mars 1943).
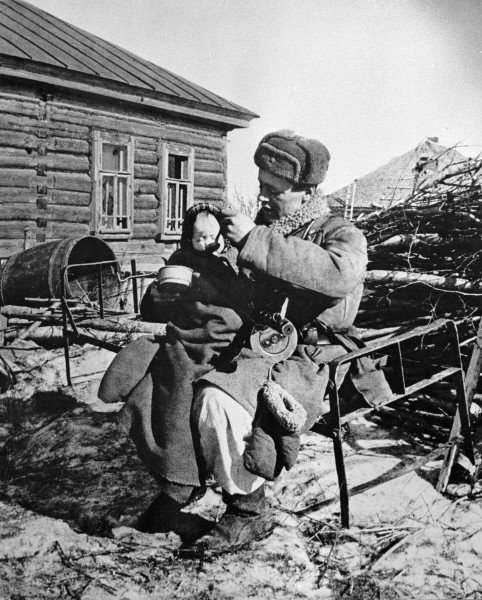
Un soldat tenant un enfant dont la mère a été tuée (octobre 1943).